# Битка код Вејкфилда
Битка код Вејкфилда се водила 30. децембра 1460. код Вејкфилда, у Западном Јоркширу у северној Енглеској. Она је била важна битка Ратова ружа. Супротстављене снаге били су племићи одани заточеном краљу Хенрију VI из династије Ланкастер, његовој краљици Маргарети Анжујској и њиховом седмогодишњем сину Едварду и војске претедента на престо Ричарда, војводе од Јорка са друге. Војвода од Јорка је убијен у бици, а његова војска је била уништена. Погинули су или су заробљени и касније погубљени многи истакнути јоркисти.